# Monticelli Brusati
Monticelli Brusati es una localidad de la provincia de Brescia, en la región de Lombardía, en el norte de Italia. Según datos de 2001, había 3.605 habitantes censados.
El municipio, con una superficie 10 km² aproximadamente, limita con los de Iseo, Ome, Passirano, Polaveno, Provaglio d'Iseo y Rodengo-Saiano, dentro de la comarca vitivinícola de Franciacorta.

## Evolución demográfica
| Gráfica de evolución demográfica de Monticelli Brusati entre 1861 y 2001 |
|                                                                          |
| Fuente ISTAT - elaboración gráfica de Wikipedia                          |

- Datos: Q105247
- Multimedia: Monticelli Brusati / Q105247

1. ↑  Worldpostalcodes.org, código postal n.º 25040.
2. ↑  «Codici Catastali». Comuni-italiani.it (en italiano). Consultado el 29 de abril de 2017.